# Cerfontaine (Belgia)
Cerfontaine (wa. Cerfontinne, Cerfontène) – miejscowość i gmina w Belgii, w Regionie Walońskim, w prowincji Namur, w okręgu Philippeville. 1 stycznia 2024 roku liczyła 4991 mieszkańców.

## Podział administracyjny
W skład gminy wchodzi pięć dzielnic (section):
- Daussois
- Senzeilles
- Silenrieux
- Soumoy
- Villers-Deux-Églises

## Współpraca
Miejscowość partnerska:
- Louiseville, Kanada